# Ortodox zsinagóga (Brassó)
Az egykori brassói ortodox zsinagóga Brassó belvárosában, a Vár utca 64. szám alatt áll. Jelenleg már nem tölt be rituális funkciót, és nem látogatható.

## Története
Zsidók már a 15. században is éltek Brassóban, de hivatalosan csak 1807-ben kaptak letelepedési engedélyt. Főleg kereskedelemmel foglalkoztak, de mesteremberek és értelmiségiek is voltak közöttük. Kezdetben a Kórház utcai kápolnát használták vallási épületként, melyből a szász evangélikusok egy tűzvész után kiköltöztek.
1826-ban megalakult a kezdetben négy családot számláló brassói zsidó hitközség. Ebben az évben átköltöztették az imaházat a Schlosserzwinger területére (a mai néprajzi múzeum helyén), ahol iskolát is alapítottak. 1856-tól imaházuk a Tischlerzwingerben volt, a későbbi református templom helyén, ahol ma az Aro Palace szálló áll.
1868 után a hitközség neológ irányzatúvá vált, majd 1877-ben kettészakadt neológ és ortodox irányzatra. Az ortodoxok 1925–1929 között a Vár utcai telkükön építettek zsinagógát, ahol korábban egy rituális fürdő és egy kóser mészárszék működött. Temetőjük a Cloșca utcában volt.
1941-ben a vasgárdisták megrongálták és kifosztották a zsinagógát. 1944-ben kijavították, de mivel a második világháború után a zsidók túlnyomó része kivándorolt, és 1949-ben a két irányzat ismét egyesült, az ortodox zsinagóga 1970 óta nem tölt be rituális funkciót. A közelmúltban tervezték az épület megerősítését és felújítását, azonban pénzhiány miatt ez nem valósult meg.

## Leírása
Háromhajós, mór stílusú, 365 négyzetméter területű épület. Homlokzatán mozaik látható növényi motívumokkal, melyen két oroszlán egy menórát tart. A mozaik és a vitrálok színe miatt „kék zsinagógnak” (Sinagoga Albastră) is nevezik. Jelenleg raktárként használják, omlásveszély miatt nem látogatható.

## Kapcsolódó lapok
- Neológ zsinagóga (Brassó)